# 高橋孝吉
高橋 孝吉（たかはし こうきち、1915年9月20日 - 1987年1月24日）は、日本の実業家、工学博士。神戸製鋼所社長、会長を務めた。兵庫県神戸市出身。

## 経歴・人物
1915年9月20日熊本県で生まれる。1938年に大阪帝国大学理学部を卒業し、同年に神戸製鋼所に入社した。1966年に取締役に就任し、常務、専務、副社長を経て、1977年10月から社長に就任した。1983年6月から会長に就任した。
日本溶接棒工業会、日本伸銅協会、日本産業用ロボット工業会、軽金属溶接構造協会の各会長、中東協力センター、造水促進センターの各理事長なども歴任した。
1977年11月に藍綬褒章を受章し、1985年に製鉄功労賞を受章した。
1938年に神戸製鋼ラグビー部に在籍したことから、歴代の部員名に名を連ねている。
1987年1月24日肝不全のために死去。71歳没。